# Wattakaka
Wattakaka là chi thực vật có hoa trong họ Apocynaceae.
Phân bố từ đông bắc Pakistan, Ấn Độ về phía đông tới miền nam Trung Quốc và về phía nam tới tây Malesia.

## Các loài
- Wattakaka lanceolata (T.Cooke) Kerr, 1951: Ấn Độ (Maharashtra), bắc Bangladesh, Thái Lan.
- Wattakaka volubilis (L.f.) Stapf, 1923 - Bù ốc leo: Từ đông bắc Pakistan, Ấn Độ về phía đông tới miền nam Trung Quốc và về phía nam tới tây Malesia.